# Gieorgij Zielony
Gieorgij Pawłowicz Zielony (ros. Георгий Павлович Зеленый, ur. 1878 w Odessie, zm. 21 czerwca 1951) – rosyjski fizjolog, współpracownik Pawłowa, jeden z jego pierwszych uczniów. Zajmował się badaniami nad odruchami warunkowymi i bezwarunkowymi, także u dekortykowanych psów (z usuniętą częścią lub całością kory mózgowej).
W 1901 ukończył studia na wydziale medycznym Uniwersytetu Kijowskiego. Tytuł doktora medycyny otrzymał w 1907 roku, w 1935 został doktorem nauk biologicznych. W 1919 otrzymał katedrę Fizjologii Prawidłowej w nowo powstałym Weterynaryjnym Instytucie Bakteriologicznym w Petersburgu. Zielony w 1921 utworzył własny instytut badań nad zwierzętami. Wniosek o dofinansowanie rządowe instytutu został skrytykowany przez Pawłowa i odrzucony. Był autorem około 70 prac naukowych.

## Wybrane prace
- Pathologisch-histologische Veränderungen der quergestreiften Muskeln an der Injektionsstelle des Schlangengiftes. Virchow's Arch. f. path. Anat. 179, ss. 36-60 (1905)
- L’orientation du chien dans le domaine des sens. Trudy obchestva russkikh vratchei 73 (1906)
- De la sécrétion de salive dite psychique. D’après les travaux de Pawlow et de ses élèves. L’Année Psychologique 13, ss. 80–91 (1906)
- [A conditioned reflex to an interruption of a sound.] Proc. of Russian Med. Soc. in Petrograd 74; to samo w Karkov Med. Jour (1907)
- [Contribution to the problem of the reaction of dogs to auditory stimuli.] Petrograd, 1907; Prelim. Commun. Russian Med. Soc. in Petrograd 73 (1907)
- [A special type of conditioned reflexes.] Archive Biol. Sciences 14 (5) (1909)
- Über der Reaktion der Katze auf Tonreize. Zentralblatt für Physiologie 23, ss. 762-767 (1909)
- Analysis of complex conditioned stimuli. Proc. Russian Med. Soc. in Petrograd 77 (1910)
- [Upon the ability of the dog to discriminate auditory stimuli applied in succession, according to different numbers of their repetition.] Proc. Russian Med. Soc. in Petrograd 77 (1910)
- [Observations upon dogs after complete removal of the cerebral cortex.] Proc. Russian Med. Soc. in Petrograd 79
- Über die zukünftige Soziophysiologie. Archiv für Rassen- und Gesellschafts-Biologie 9 (4), ss. 405–429 (1912)
- Observations sur des chiens auxquels on a enlevé les hémisphères cérébraux. Compt. rend. Soc. de biol. 74, ss. 707 (1913)
- Procédé technique pour l'étude de réflexes musculaires conditionnels. Compt. rend. Soc. de biol 75, ss. 659; 661 (1913)
- Ueber die Abhängigkeit der negativen und positiven Schwankung des Nervenstromes vom Sauerstoff. Ztschr. f. allg. Physiol. 15, ss. 23-32 (1913)
- Prokofiev G, Zeliony G. Des modes d’associations cérébrales chez l’homme et chez les animaux. Journal de Psychologie 23 (10) (1926)
- Poltyrev SS, Zeliony GP. Der Hund ohne Grosshirn. Abstracts of Communications to the Thirteenth International Physiological Congress, Boston. American Journal of Physiology 90 (2), ss. 475–476 (1929)
- Effets de l’ablation des hémisphéres cérébraux. Revue de médecine 46, ss. 191–214 (1929)
- Poltyreff SS., Zeliony G. Grosshirnrinde und Assoziationsfunction. Zeitschrift für Biologie, vol. 90, pp. 157–160 (1930)
- Zélény GP, Kadykov BI. [Contribution to the study of conditioned reflexes in the dog after cortical extirpation]. Méd. exp. Kharkov 3, ss. 31–43. (Psychological Abstracts, 1938, 12, No. 5829.)
- Zelenyi GP. О методике исследования условных рефлексов у животных. Журнал Выщей Нервно Деятельности Имени И. П. Павлова 1(2), ss. 147-59 (1951)